# 尼克·威利斯
尼克·伊恩·威利斯 MNZM（英語：Nicholas Ian Willis，1983年4月25日—），新西兰男子中跑运动员，他赢得2008年北京奥运会1500米银牌，以及2016年里约奥运会1500米铜牌，是该项目的新西兰国家纪录保持者（3:29.66）。

## 个人生活
2007年9月30日他与Sierra Boucher结婚，2012年夫妇俩生下一子Lachlan。他们目前居住于密歇根州安娜堡。

## 外部連結
- 尼克·威利斯在的頁面
- Official website of Nick Willis（页面存档备份，存于）
- Nick Willis 2012 Olympic Profile[永久]

| 奥林匹克运动会         | 奥林匹克运动会                 | 奥林匹克运动会   |
| ---------------------- | ------------------------------ | ---------------- |
| 前任： 马埃·德赖斯代尔 | 新西兰奥运代表团旗手 伦敦 2012 | 繼任： 彼得·伯林 |